# Orchis palanchonii
Orchis palanchonii är en orkidéart som beskrevs av Gundel Foelsche och Wolfram Foelsche. Orchis palanchonii ingår i släktet nycklar, och familjen orkidéer.
Artens utbredningsområde är Corsica. Inga underarter finns listade i Catalogue of Life.